# 愛媛県道214号八倉松前線
愛媛県道214号八倉松前線（えひめけんどう214ごう やくらまさきせん）は、愛媛県伊予市から伊予郡松前町に至る一般県道である。

## 概要
伊予市八倉から伊予郡松前町大字浜に至る。2010年（平成22年）までは大型車の離合が困難なほど狭い区間が2箇所存在したが、現在はバイパスの開通や、拡幅改良工事により2車線化となった。2011年（平成23年）時点でも、伊予郡松前町大字鶴吉で中央線のない区間が約100 mあるが、大型車の離合は可能である。

### 路線データ
- 起点：伊予市八倉（八倉交差点、愛媛県道23号伊予川内線交点）[要出典]
- 終点：伊予郡松前町大字浜（愛媛県道22号伊予松山港線交点）[要出典]
- 総延長：6.7 km[要出典]

## 歴史
- 2006年（平成18年） - 伊予市上野 - 伊予郡松前町大字鶴吉のバイパス開通。
- 2010年（平成22年） - 伊予郡松前町大字永田の拡幅改良2車線化。

## 路線状況

### 重複区間
- 愛媛県道16号松山伊予線（伊予郡松前町大字出作 - 伊予市上野）

### 道路施設

#### 橋梁
- 新立橋（長尾谷川、伊予郡松前町）

## 地理

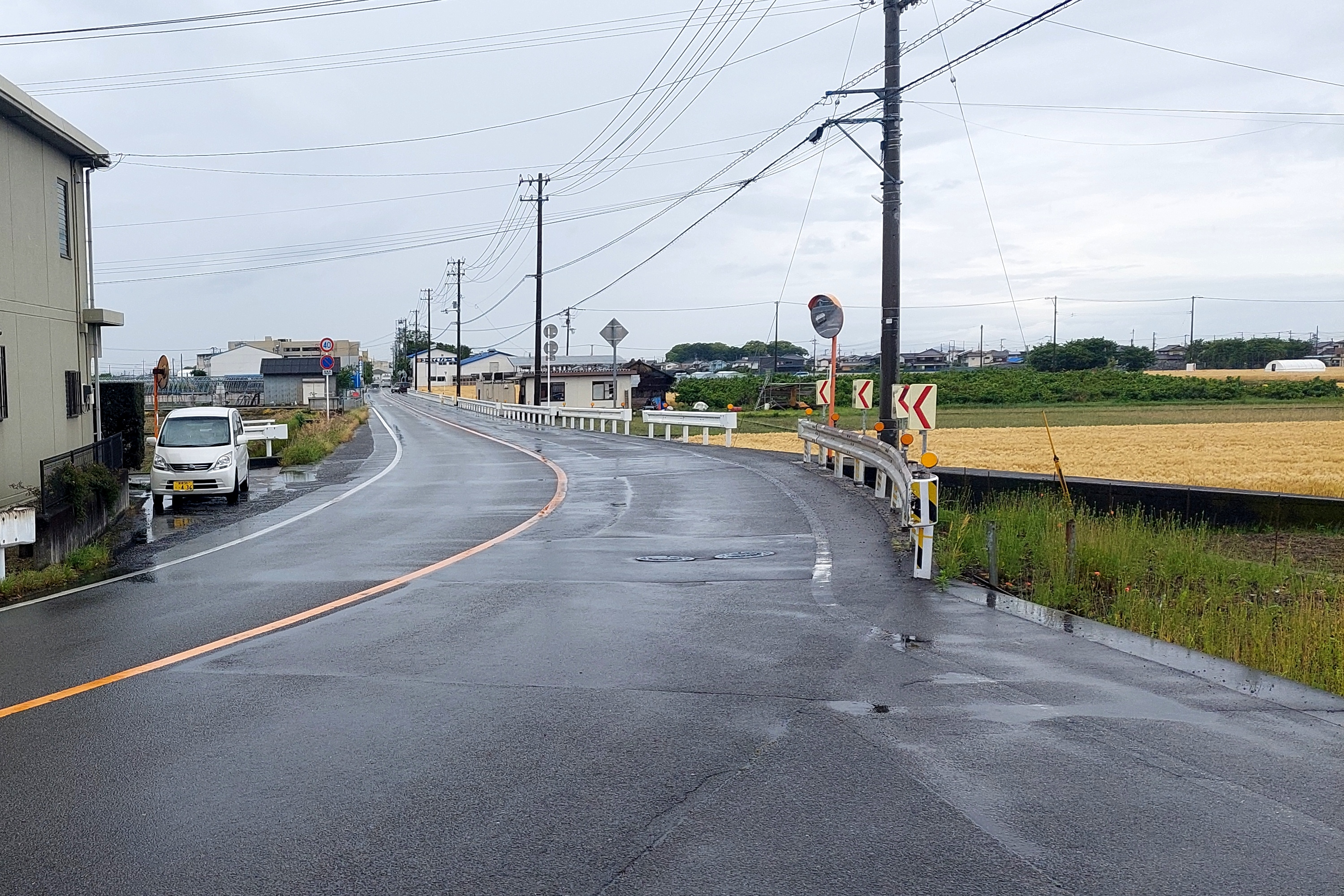
県道214号
伊予市八倉

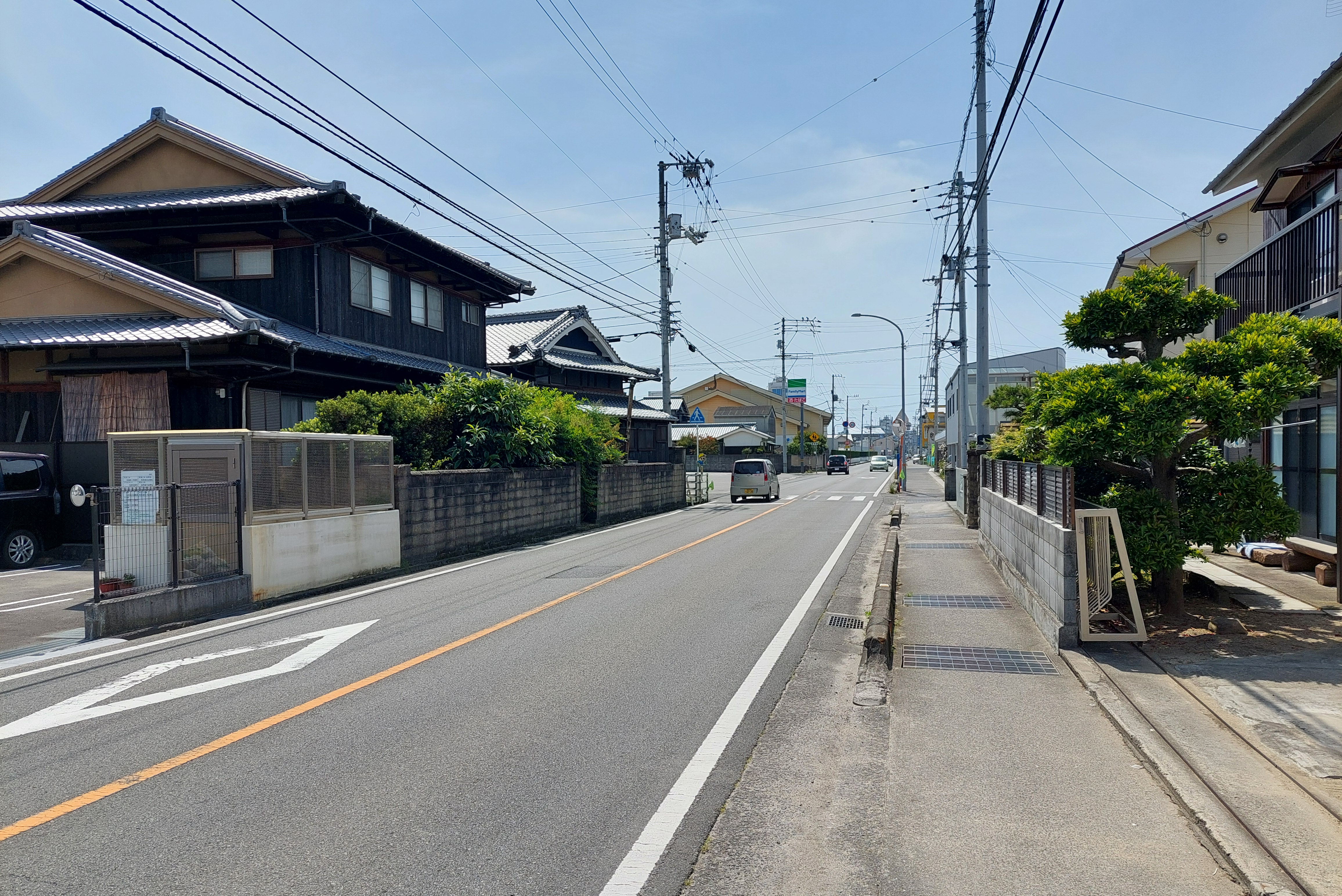
県道214号
伊予郡松前町大字筒井

### 通過する自治体
- 愛媛県
  - 伊予市 - 伊予郡松前町 - 伊予市 - 伊予郡松前町

### 交差する道路
| 交差する道路                        | 市町村名 | 市町村名 | 交差する場所 | 交差する場所         |
| ----------------------------------- | -------- | -------- | ------------ | -------------------- |
| 愛媛県道23号伊予川内線              | 伊予市   | 伊予市   | 八倉         | 八倉交差点 / 起点    |
| 愛媛県道16号松山伊予線 重複区間起点 | 伊予郡   | 松前町   | 大字出作     |                      |
| 愛媛県道16号松山伊予線 重複区間終点 | 伊予市   | 伊予市   | 上野         |                      |
| 愛媛県道219号砥部伊予松山線         | 伊予郡   | 松前町   | 大字永田     | 永田交差点           |
| 国道56号                            | 伊予郡   | 松前町   | 大字筒井     | 松前町役場入口交差点 |
| 愛媛県道326号松山松前伊予線         | 伊予郡   | 松前町   | 大字浜       | 浜交差点             |
| 愛媛県道22号伊予松山港線            | 伊予郡   | 松前町   | 大字浜       | 終点                 |

### 交差する鉄道
- 予讃線
- 伊予鉄道郡中線

### 沿線
- JR四国予讃線 北伊予駅
- 松前町立北伊予小学校
- 松前町立北伊予中学校
- エミフルMASAKI
- 松前町役場
- 松前町立松前中学校
- 伊予鉄道郡中線 松前駅